# スコボロディノ
スコボロディノ（ロシア語: Сковородино、1927年 - ）は、ロシアのアムール州にある町。アムール州の交通の中心地。

## 地理
ボリジョイ・ネヴェル川の左岸に位置する。

## 交通
シベリア鉄道スコボロディノ駅。同駅はアムール・ヤクーツク鉄道の起点でもある。

## 気候
大陸性気候で、冬は非常に寒く、夏は暑い。また日較差も大きい（特に夏は昼はむし暑く、朝夜はかなり冷え込む）。
| スコボロディノ市の気候                                 | スコボロディノ市の気候 | スコボロディノ市の気候 | スコボロディノ市の気候 | スコボロディノ市の気候 | スコボロディノ市の気候 | スコボロディノ市の気候 | スコボロディノ市の気候 | スコボロディノ市の気候 | スコボロディノ市の気候 | スコボロディノ市の気候 | スコボロディノ市の気候 | スコボロディノ市の気候 | スコボロディノ市の気候 |
| 月                                                     | 1月                    | 2月                    | 3月                    | 4月                    | 5月                    | 6月                    | 7月                    | 8月                    | 9月                    | 10月                   | 11月                   | 12月                   | 年                     |
| ------------------------------------------------------ | ---------------------- | ---------------------- | ---------------------- | ---------------------- | ---------------------- | ---------------------- | ---------------------- | ---------------------- | ---------------------- | ---------------------- | ---------------------- | ---------------------- | ---------------------- |
| ヒュミデックス最高記録                                 | −5.8                   | 2.1                    | 15.4                   | 23.4                   | 32.3                   | 34.5                   | 36.8                   | 40.2                   | 28.6                   | 21.4                   | 7.5                    | −1.9                   | 40.2                   |
| 最高気温記録 °C （°F）                                 | −20.4 (−4.7)           | −13.7 (7.3)            | −4.7 (23.5)            | 5.6 (42.1)             | 15.4 (59.7)            | 22.5 (72.5)            | 25.3 (77.5)            | 22.2 (72)              | 15.3 (59.5)            | 4.1 (39.4)             | −11.1 (12)             | −20.7 (−5.3)           | 25.3 (77.5)            |
| 日平均気温 °C （°F）                                   | −28.3 (−18.9)          | −23.3 (−9.9)           | −14 (7)                | 1.4 (34.5)             | 8.0 (46.4)             | 15.0 (59)              | 18.1 (64.6)            | 14.9 (58.8)            | 7.3 (45.1)             | −3.7 (25.3)            | −18.7 (−1.7)           | −27.4 (−17.3)          | −4.22 (24.41)          |
| 平均最低気温 °C （°F）                                 | −35.4 (−31.7)          | −32.3 (−26.1)          | −23.5 (−10.3)          | −9 (16)                | −0.5 (31.1)            | 6.2 (43.2)             | 10.5 (50.9)            | 7.9 (46.2)             | 0.4 (32.7)             | −10.5 (13.1)           | −25.6 (−14.1)          | −33.7 (−28.7)          | −12.12 (10.19)         |
| 最低気温記録 °C （°F）                                 | −52 (−62)              | −52.4 (−62.3)          | −45.2 (−49.4)          | −32.9 (−27.2)          | −14.4 (6.1)            | −6.1 (21)              | −3.5 (25.7)            | −4.8 (23.4)            | −13.9 (7)              | −33.9 (−29)            | −47 (−53)              | −50.7 (−59.3)          | −52.4 (−62.3)          |
| 雨量 mm （inch）                                       | 3.7 (0.146)            | 3.4 (0.134)            | 6.5 (0.256)            | 18.3 (0.72)            | 37.8 (1.488)           | 83.4 (3.283)           | 104.8 (4.126)          | 98 (3.86)              | 54.9 (2.161)           | 16.1 (0.634)           | 10.5 (0.413)           | 5.6 (0.22)             | 443 (17.441)           |
| 出典1：“サーモカレリア(ロシア語)”. 2014年9月18日閲覧。 |                        |                        |                        |                        |                        |                        |                        |                        |                        |                        |                        |                        |                        |
| 出典2：“World Climate(英語)”. 2014年9月18日閲覧。      |                        |                        |                        |                        |                        |                        |                        |                        |                        |                        |                        |                        |                        |

## 人口
| 人口  | 人口  | 人口  | 人口  | 人口  | 人口  | 人口  | 人口  | 人口  | 人口  |
| 1959  | 1970  | 1979  | 1989  | 1992  | 1996  | 1998  | 2000  | 2001  | 2002  |
| ----- | ----- | ----- | ----- | ----- | ----- | ----- | ----- | ----- | ----- |
| 11442 | 13035 | 13824 | 14100 | 14100 | 13900 | 13600 | 13500 | 10600 | 15083 |
| 2003  | 2005  | 2006  | 2007  | 2008  | 2010  | 2011  | 2012  | 2014  |       |
| 10600 | 10100 | 10000 | 9900  | 9800  | 9600  | 9564  | 9481  | 9404  |       |

## 歴史
- 1907年 - レイノヴォから30kmのところに最初の小屋が建設された。
- 1908年 - サーベンタイン村となる。
- 1909年 - ヌヴェール-1 と改称。
- 1911年 - 鉄道大臣 セルゲイ・ルハロヴ(Sergey Rukhlov（英語版）)が村を訪れ、ルハロヴォ村と改称。
- 1914年 - シベリア鉄道建設の動き
- 1918年 - ルハロヴォ村の中心となるルハロヴスキー地区が形成された。
- 1920年2月 - 村の評議会の初代会長であったアタナシウス・ニコラエ・スコボロディンが日本軍に撃たれ死亡。
- 1920年3月 - 日本軍の撤退。
- 1923年7月31日 - ミハイル・カリーニン中央執行委員長が視察。
- 1927年2月4日 - 中央執行委員会の幹部会の決議により市に格上げ。
- 1927年 - 世界初の永久凍土上の駅が実験的に建設された。
- 1932年8月1日 - 「アムール・スター」新聞が発行開始。
- 1933年 - パーヴェル・フロレンスキイが永久凍土上の駅の研究のために送られてくる。
- 1936年-1937年 - 現チタ州の一部となる。
- 1938年12月16日 - ロシア・ソビエト連邦社会主義共和国最高会議の幹部会の決議によりスコボロディノ市に改称。
- 1939年 - モスクワまでの直通電話回線開通。
- 1941年 - 鉄道学校の開校。
- 1943年10月30日 - 同市出身のサーニン・ゲオルギー・モソーロフ（ロシア語版）（Сурнин, Георгий Иванович）がソ連邦英雄を授与された。彼の名前は町の通りに残っている。
- 1945年 - 646歩兵連隊がヒンガンスキーの396歩兵連隊から独立し、駐屯。
- 1945年8月17日 - アレクサンドル・ヴァシレフスキー元帥がこの地から通信で日本軍の指揮官に敵対行為の中止と降伏を勧告する最後通牒を送った。
- 1948年-1949年 - 現アムール州の一部となる。
- 1975年11月6日 - 「悲嘆の母」記念碑の除幕式。
- 1978年4月4日 - ソビエト連邦共産党中央委員会書記長レオニード・ブレジネフが訪問。
- 1986年 - 鉄道の高架橋が完成。
- 1989年9月2日 - 646歩兵連隊の結成を記念して式典が行われた。
- 1992年6月22日 - ソ連英雄のサーニン氏の記念碑が建立。
- 1994年 - 正教会の教会を建設し、教区を開設。
- 1996年 - 市の紋章が承認される。
- 2010年8月29日 - 同市から始まるパイプライン「Россия-Китай」のロシア側の部分を開設した。
- 2011年10月14日 - 現地時間16時15分ごろ、マグニチュード6の地震が発生した。ほとんど被害はなかったものの、市の集中暖房が損傷を受け熱と水の供給量が減少した。